# Liste der Wassertürme in Hamburg
Die Liste zeigt die in Wikipedia beschriebenen Wassertürme in Hamburg. Sie enthält sowohl stillgelegte Wassertürme als auch solche, die noch in Betrieb sind.
Literatur und Weblinks finden sich in den Hauptartikeln zu den einzelnen Gebäuden.
| Bezirk        | Stadtteil / Anschrift                | Bild | Bezeichnung                                              | Lage                       | Baujahr | Höhe   | Behälter- volumen       | Bemerkungen                                                                 |
| ------------- | ------------------------------------ | ---- | -------------------------------------------------------- | -------------------------- | ------- | ------ | ----------------------- | --------------------------------------------------------------------------- |
| Altona        | Altona-Nord Bahngelände Altona       |      | Bahnwasserturm Altona                                    | 53,560194° N, 9,934889° O  | 1954/55 | 37 m   | 500 m³                  | Außer Betrieb seit 2003, Zukunft als Wahrzeichen der neuen Mitte Altona.    |
| Altona        | Sternschanze Sternschanzenpark       |      | Schanzenturm                                             | 53,564722° N, 9,970556° O  | 1910    | 59 m   | 4700 m³                 | Außer Betrieb, zum Hotel umgebaut.                                          |
| Bergedorf     | Bergedorf Reinbeker Weg 76 a         |      | Wasserturm Bergedorf                                     | 53,492194° N, 10,228528° O | 1903    | 31 m   | 230 m³                  | Seit 1973 außer Betrieb, als Wohnung genutzt.                               |
| Bergedorf     | Lohbrügge Richard-Linde-Weg 21 f     |      | Wasserturm Lohbrügge, Sander Dickkopp                    | 53,499565° N, 10,192072° O | 1907    | 34 m   | 350 m³                  | Seit 1973 außer Betrieb, als Gaststätte genutzt. Wahrzeichen von Lohbrügge. |
| Eimsbüttel    | Lokstedt Süderfeldstraße 49          |      | Wasserturm Lokstedt                                      | 53,592722° N, 9,968528° O  | 1910/11 | 50,3 m | 500 m³                  | In den 1960er Jahren stillgelegt, als Wohnung genutzt.                      |
| Eimsbüttel    | Stellingen Högenstraße               |      | Wasserturm Stellingen                                    | 53,585556° N, 9,938556° O  | 1911/12 | 47,6 m | 600 m³                  | 1974 stillgelegt, zum Wohnhaus umgebaut.                                    |
| Hamburg-Mitte | Wilhelmsburg Groß Sand 4             |      | Wasserturm Wilhelmsburg Groß Sand                        | 53,503444° N, 9,985056° O  | 1911    | 45,3 m | 800 m³                  | 1957 stillgelegt, für Wohnzwecke genutzt.                                   |
| Hamburg-Nord  | Barmbek-Nord Rübenkamp 148           |      | Wasserturm des Krankenhauses Barmbek                     | 53,603797° N, 10,039269° O | 1913    | 48,4 m | 450 m³                  | stillgelegt, Neunutzung: Fitnesscenter                                      |
| Hamburg-Nord  | Langenhorn Langenhorner Chaussee 560 |      | Wasserturm des Krankenhauses Ochsenzoll                  | 53,672472° N, 10,010972° O | 1913    | 32,3 m | 600 m³                  | 2012 stillgelegt                                                            |
| Hamburg-Nord  | Ohlsdorf Hauptfriedhof, Cordes-Allee |      | Wasserturm auf dem Ohlsdorfer Friedhof                   | 53,619778° N, 10,049889° O | 1898    | 34 m   | 112 m³                  | In den 1920er Jahren stillgelegt, als Vereinsraum genutzt.                  |
| Hamburg-Nord  | Winterhude Hindenburgstraße 1 b      |      | Wasserturm Winterhude, Stadtpark-Wasserturm, Planetarium | 53,597222° N, 10,008889° O | 1916    | 64,5 m | 3000 m³                 | Nach dem Zweiten Weltkrieg stillgelegt, als Planetarium genutzt.            |
| Hamburg-Mitte | Rothenburgsort Billhorner Deich 2,   |      | Wasserturm Rothenburgsort                                | 53,532579° N, 10,043006° O | 1848    | 64 m   | kein Wasserhochbehälter | Heute als Museum und Wasserforum der HWW genutzt.                           |